# Copa del Atlántico 2009
La Copa del Atlántico (Atlantic Cup) de 2009 fue la primera edición del torneo americano de Rugby League.
Se disputó en la ciudad de Jacksonville, Estados Unidos.

## Equipos
- Estados Unidos
- Jamaica

## Posiciones
| Equipo         | Encuentros | Encuentros | Encuentros | Encuentros | Tantos  | Tantos    | Tantos     | Puntos |
| Equipo         | jugados    | ganados    | empatados  | perdidos   | a favor | en contra | diferencia | Puntos |
| -------------- | ---------- | ---------- | ---------- | ---------- | ------- | --------- | ---------- | ------ |
| Estados Unidos | 1          | 1          | 0          | 0          | 37      | 22        | 15         | 2      |
| Jamaica        | 1          | 0          | 0          | 1          | 22      | 37        | -15        | 0      |

### Resultados
| 14 de noviembre | Estados Unidos | 37 - 22 | Jamaica |  |  |

| Bandera de Estados Unidos |
| Campeón Estados Unidos    |
| Primer título             |